# The Bishop's Palace
De resten van The Bishop's Palace, oftewel het Bisschoppelijk Paleis van de Orkney-eilanden, staan in Kirkwall, op Mainland (Orkney-eilanden). Vlakbij liggen de St. Magnus Cathedral en The Earl's Palace.

## Geschiedenis
In 1050 werd in Birsay de eerste kathedraal gebouwd op de Orkney-eilanden. In deze kathedraal werd in 1117 Sint-Magnus begraven. In 1137 bouwde Sint Rognvald in Kirkwall de St. Magnus Cathedral, waarna het lichaam van Sint Magnus werd overgebracht naar deze nieuwe kathedraal. De verplaatsing van de bisschoppelijke zetel van Birsay naar Kirkwall, leidde tot de bouw van een bisschoppelijk paleis in Kirkwall. Het oudste gedeelte van The Bishop's Palace stamt dan ook uit de twaalfde eeuw. William the Old was destijds de bisschop.
In 1290 stierf Margaretha, jonkvrouw van Noorwegen, bij haar korte verblijf op de Orkney-eilanden. Waarschijnlijk zal ze haar tijd hebben doorgebracht in dit paleis.
In 1320 was het paleis alweer in onbruik geraakt en raakte in verval. In 1526 kwam het paleis in handen van William, Lord Sinclair, die het weer teruggaf aan de bisschop. Jacobus V van Schotland plaatste bij zijn komst naar de Orkney-eilanden in 1540, troepen in het paleis.
Bisschop Reid maakte in 1550 verdere uitbreidingen en aanpassingen. In 1568 kwam het paleis in handen van Robert Stewart (Orkney). Zijn zoon Patrick Stewart (Orkney) bouwde The Earl's Palace en maakte tegelijk aanpassingen aan het naastgelegen Bishop's Palace.
In 1614 was er een opstand op de Orkney-eilanden. Sindsdien raakt het paleis opnieuw in verval.

## Haakon IV
In het paleis overleed Haakon IV van Noorwegen in de nacht van 15 op 16 december 1263. Dit was niet lange tijd na zijn nederlaag tegen Alexander III van Schotland, in de Slag bij Largs. Zijn overlijden wordt beschreven in Haakon Håkonsson saga. Hij werd tijdelijk begraven in de St. Magnus Cathedral, maar in het voorjaar van 1264 werd zijn lichaam overgebracht naar Bergen.

## Bouw
Het gedeelte van het paleis dat bewaard is gebleven bestaat uit een enkele rechthoekige vleugel van twee verdiepingen. Op de noordwestelijke hoek staat een grote ronde toren. Deze toren stamt uit de verbouwing van 1550, die gebeurde door Bisschop Reid en wordt dan ook de "Bishop Reid's Tower" genoemd. Er staat een wit standbeeld in een nis in de wand van de toren, die vermoedelijk Sint Rognvald voorstelt.
Uit oude beschrijvingen (waaronder de beschrijving van het overlijden van Haakon IV), blijkt dat er ook nog twee vierkante torens en een losse kapel hebben bestaan.

## Beheer
Het Bishop's Palace wordt beheerd door Historic Environment Scotland.